# Quarto ponte dell'amicizia thai-lao
Il quarto ponte dell'amicizia thai-lao (in lingua thai: สะพานมิตรภาพ ไทย-ลาว แห่งที่ 4, [saˈpʰaːn míttraˈpʰâːp tʰai laːw hɛ̀ŋ tʰîːsiː]; in lingua lao: ຂົວມິດຕະພາບ ລາວ-ໄທ ແຫ່ງທີ 4 [kʰǔa mittaˈpʰâːp láːw tʰai hɛ̀ŋ tʰîːsiː]) è un ponte stradale sul fiume Mekong. Collega le cittadine di Ban Houayxay, capoluogo della Provincia di Bokeo, in Laos, e di Chiang Khong, nella Provincia di Chiang Rai, in Thailandia. Il ponte era l'ultimo manufatto mancante per il completamento della strada RA3 tra Chiang Khong e Jinghong, città cinese della Provincia dello Yunnan. Tale arteria fa parte dell'autostrada asiatica AH3 che unisce Chiang Rai a Shanghai.

## Descrizione
È un ponte a trave scatolare in calcestruzzo armato costruito a sbalzo. È lungo 630 metri, dei quali 480 sopra il fiume, e largo 14,7 metri. Il progetto è stato completato con la costruzione di un raccordo stradale lungo 5 km sul lato thailandese ed uno di 6 km sul lato laotiano. È stato realizzato fuori dai centri abitati, alcuni chilometri a valle del Mekong.

## Storia
Nel 1992, l'Asian Development Bank diede il via al progetto di sviluppo economico chiamato "Subregione del Grande Mekong", che coinvolge i seguenti Stati situati lungo il bacino del Mekong: Cambogia, Laos, Birmania, Thailandia, Vietnam, e la provincia cinese dello Yunnan. Tra i vari progetti nati in quest'ambito, all'inizio degli anni duemila Laos, Thailandia e Cina si sono accordati per la costruzione della strada RA3 a due corsie che congiungesse Chiang Khong e Jinghong, nello Yunnan. Tale strada, lunga 1260 km, nel tratto laotiano attraversa la giungla ed è stata realizzata modificando una preesistente strada sterrata spesso impraticabile nella stagione delle piogge, innestandosi nel tratto cinese che era stato completato in precedenza. Programmata per il 2006, l'inaugurazione avvenne nel 2008 e completava il progetto "Corridoio economico sud-nord" che collega Bangkok a Kunming, il capoluogo dello Yunnan, con evidenti benefici alle economie dei tre Stati interessati.
Con il completamento della strada, l'attraversamento del Mekong era ancora affidato ai traghetti tra Chiang Khong e Ban Houayxay, con i relativi alti costi e lunghi tempi di attesa. Il progetto del ponte prevedeva un costo iniziale di 48,96 milioni di dollari USA a carico dei governi dei tre Paesi interessati, con un finanziamento anche dell'Asia Development Bank. I lavori, iniziati nel 2010, avrebbero dovuto concludersi nel 2012, ma problemi di stanziamenti fondi, crisi economica thailandese e globale generale hanno fatto slittare l'apertura all'11 dicembre 2013. La cerimonia di inaugurazione è stata presieduta dalla principessa di Thailandia Sirindhorn e dal vicepresidente del Laos Bounnhang Vorachith.